# Trench
Trench (inglês, trincheira) é um jogo de tabuleiro, abstrato de estratégia, inspirado na Primeira Guerra Mundial (nomeadamente na Guerra das Trincheiras).
Foi criado em 2008 em Portugal, pelo português Rui Alípio Monteiro.

## Objetivo
Capturar as peças do adversário, movendo para isso estrategicamente as suas peças e ocupando as posições das peças adversárias de forma a eliminá-las. Quando não é possível capturar todas as peças do adversário procede-se à contagem de pontos, pois o Trench rege-se por um sistema de pontuação e quem fizer a maior pontuação ganha.
Para uma partida mais rápida vence o jogador que primeiro conseguir capturar 50 pontos ao adversário.

## Semelhanças com o xadrez
- O tabuleiro é quadrado e possui 64 casas de 8×8
- É jogado por dois jogadores
- 32 peças: 16 peças brancas de um jogador e 16 peças pretas de outro
- Cada jogador faz um movimento por vez, após um movimento é a vez do outro jogador mover
- A captura pode ocorrer quando uma peça ocupa a mesma casa da peça inimiga que é retirada do tabuleiro